# Empingham
Empingham est un village d'Angleterre situé dans le centre du Rutland, près du barrage de Rutland Water. La paroisse civile d'Empingham avait 815 habitants au recensement de 2001 (en comptant le hameau de Horn) et 880 à celui de 2011.
La bataille de Losecoat Field, un épisode de la guerre des Deux-Roses, a eu lieu près d'Empingham en 1470.